# Отвличане от извънземни
Отвличане от извънземни е термин, описващ „субективно реални спомени за тайното отвеждане на някого против волята му от представители на извънземна цивилизация и подлагането му както на физически, така и психически процедури“. В повечето от случаите се извършва медицински преглед, в който се набляга на репродуктивната система на отвлечения. Някои твърдят, че са били предупредени за опасностите, грозящи околната среда, включително и опасността от ядрени оръжия. Докато повечето описват преживяването като „плашещо“, други описват срещата с непознатите като „приятна“.
Отвличания от извънземни раси са предмет на конспиративни теории и научнофантастични сюжетни линии (напр. Досиетата Х), които включват множество спекули, касаещи мотивацията за потайност, имплантацията на извънземни чипове и др. Ако такъв феномен наистина съществува, то най-вероятно приложение намира стелт технологията.

## Общ преглед
Преобладаваща част от учените, макар и колебливо, отхвърлят твърденията, че феноменът изобщо се случва. Причина за съмненията от страна на учените е, че много, очевидно стабилни лица, съобщили за тяхното похищение, вярват в случилото им се. В официалния вестник на Харвардския университет през 1992 г. е публикувана статия за проучване, проведено от д-р Джон Едуард Мак, който изследва над 800 души, „прекарвайки безброй часове в терапевтични сеанси с всеки поотделно, за да открие, че това, което го тревожи, е „обикновеността“ на групата хора – собственик на ресторант, няколко секретари, надзирател, студенти, университетски администратор и няколко домакини“. „Повечето от тях не се опитват да заблуждават, не лъжат, не драматизират, нито имат психични отклонения“, твърди още той. Докато психопатологията посочва няколко изолирани случая, психологът Станли Крипнър поддържа твърдението, че „изводи от тестове и медицински проучвания показват случаите на отвличания да не се различават много един от друг“. Други експерти, сред които са Дейвид Готлиб, Джон Уилсън и Рима Лейбоу, казват, че няма съществена разлика в менталното здраве на всеки един от тях.
Някои случаи на похищения са прекалено детайлизирани. В наши дни се развива цяла субкултура, съдържаща митове, описващи причините за действията на съществата отвъд планетата Земя, към която се присъединяват много хора. Различните извънземни (Сивите, Влечугоподобните и Скандинавски тип) имат различни роли, произход и мотивация. Претендиращите да са били похитени невинаги успяват да си обяснят станалото, но по-заинтересованите обясняват липсата на осведоменост за отвличане от извънземни в резултат на прикриване на информация от страна на правителствен или по-общо – извънземен интерес.

## История
Освен случая на Барни и Бети Хил от 1961 г., четири години по-рано добива популярност и бразилски фермер, натъкнал се на кръгъл (или яйцевиден) неидентифициран летящ обект с червени светлини отпред и въртящ се купол. Космическият кораб започнал да се приземява, удължавайки трите си „крака“. Тогава Антонио Боас прави опит да избяга. Отначало се качва на своя трактор, но след известно разстояние двигателят отказва и бразилецът решава да продължи пеша. Боас се среща с 1,5-метров хуманоид от женски пол, с когото по-късно осъществява полов акт, след който е отведен на обиколка из космоса.
Въпреки че тези два случая са смятани за най-ранните от такова естество, скептикът Питър Роджърсън отблелязва, че подобни случаи има поне от 1954 г., а „нарастването броя на такива разкази е далеч по-заплетена афера от изцяло непредразположената (термин, за пръв път използван в проучване на фолклориста Томас Булард) официална история, в която трябва да вярваме“. Друго негово убеждение гласи, че съществуват случаи на отвличане, отчетени през 80-те и 90-те, които не се срещат често във фолклора или фантастиката.

### Палео-абдукции
Докато терминът „отвличане от извънземни“ не бил взет под внимание до 60-те, има няколко разказа на похитени десетилетия по-рано. Изследователят Джеръми Кларк нарича тези случаи „палео-абдукции“.
- През 1896 г. в издание на Daily Mail, предназначено за Стоктън, Калифорния, е оповестено за опит за отвличане на двама души –— полковник Х. Г. Шоу и негов приятел, но този опит се оказва неуспешен.[6]
- През 1955 г. в книгата на Харолд Т. Уилкинс Flying saucers uncensored е публикувана информация за Карл Хунрат и Уилбър Уилкинсън, които комуникирали с извънземни, като и двамата впоследствие изчезват при неясни обстоятелства.

### Контактьори
Контактьори се наричат хората, успели да осъществят контакт с извънземни. Разказите на контактьори се различават до голяма степен от тези на отвлечените. Така например, свързалите се с извънземни същества извличат ползи от преживяването, а похитените рядко откриват такива.

## Разказ на отвлечения
Въпреки че подробностите около разказите варират, самите разкази включват следните събития:
1. Хващане. Лицето бива отвлечено от заобикалящата го среда и качено в НЛО.
2. Преглед и процедури. Насилствени физически и психически процедури, тестове или сексуални действия.
3. Разговор. Похитителите водят разговор с похитения или го насочват към конкретен човек по една или друга причина.
4. Обиколка. Похитеният е отведен на „космическа разходка“ на борда на извънземния кораб.
5. Загуба на време. Много често преживелите отвличането забравят бързо голямата част от станалото в резултат на страх, медицинска интервенция или и двете.
6. Връщане. Следва връщане на земята, често на място, различно от точката на отвличане, като отвлеченият може да има рани или дрехите му да са разпокъсани.
7. Теофания. В резултат на случилото се похитените може да имат силно чувство на любов или чувство за единство с Бог или вселената. Не е ясно дали чувството е породено от метафизична промяна, Стокхолмски синдром или предварителна медицинска намеса.
8. Последствия. Превъзмогване на физическите, психическите и социалните ефекти.

## По-забележителни случаи
- 1956: Елизабет Кларер (РЮА)
- 1957: Антонио Боас (Бразилия)
- 1961: Бети и Барни Хил (САЩ)
- 1967: Бети Андреасен (САЩ)
- 1967: Херберт Ширмер (САЩ)
- 1973: Отвличане в Паскагула (САЩ)
- 1975: Травис Уолтън (САЩ)
- 1976: Отвличане в Алагаш (САЩ)
- 1978: Фредерик Валентич (Австралия)
- 1978 – 1981: Пиер Фортунато Занфрета (Италия)
- 1979: Робърт Тейлър (Великобритания)
- 1980-те: Уитли Стрийбър (САЩ)
- 1990: Даниел Егню (САЩ)
- 1994: Менг Жаогуо (Китай)
- 1997: Кирсан Илюмжинов (Русия)